# Massive Entertainment
Massive Entertainment (ook bekend als Ubisoft Massive) is een Zweedse ontwikkelaar van computerspellen, gevestigd in Malmö. Het bedrijf werd in 1997 opgericht, waarna het op 10 november 2008 werd overgenomen door Ubisoft en tijdelijk onder de naam Ubisoft Massive werkte. Het bedrijf heeft verscheidene real-time tactics computerspellen ontwikkeld, namelijk de Ground Control-serie en World in Conflict.

## Geschiedenis
Massive Entertainment werd in 1997 opgericht. Het bedrijf heeft verscheidene strategiespellen uitgebracht, namelijk Ground Control (2000), Ground Control II: Operation Exodus (2004) en World in Conflict (2007). Massive Entertainment werd in augustus 2008 te koop aangeboden door Activision Blizzard als gevolg van het samengaan van Activision en Blizzard Entertainment. Op 10 november 2008 werd het bedrijf eigendom van Ubisoft met als doel het ontwikkelen van een MMO. Ook de intellectuele eigendom World in Conflict werd overgenomen.

## Ontwikkelde spellen
| Release | Titel                               | Platform                                             |
| ------- | ----------------------------------- | ---------------------------------------------------- |
| 2000    | Ground Control                      | Windows                                              |
| 2004    | Ground Control II: Operation Exodus | Windows                                              |
| 2007    | World in Conflict                   | Windows                                              |
| 2009    | World in Conflict: Soviet Assault   | Windows                                              |
| 2011    | Assassin's Creed: Revelations       | PlayStation 3, Windows, Xbox 360                     |
| 2012    | Far Cry 3                           | PlayStation 3, Windows, Xbox 360                     |
| 2014    | Just Dance Now                      | Android, iOS                                         |
| 2015    | Tom Clancy's The Division           | PlayStation 4, Windows, Xbox One                     |
| 2017    | South Park: The Fractured but Whole | PlayStation 4, Windows, Xbox One                     |
| 2019    | Tom Clancy's The Division 2         | PlayStation 4, Windows, Xbox One                     |
| 2023    | Avatar: Frontiers of Pandora        | PlayStation 5, Windows, Xbox Series X/S, Amazon Luna |
| 2024    | Star Wars: Outlaws                  | PlayStation 5, Windows, Xbox Series X/S              |